# Ісак Андрі Сігургейрссон
Ісак Андрі Сігургейрссон (ісл. Ísak Andri Sigurgeirsson, нар. 11 вересня 2003, Гардабайр, Ісландія) — ісландський футболіст, півзахисник шведського клубу «Норрчепінг».

## Ігрова кар'єра

### Клубна
Ісак Андрі Сігругейрссон є вихованцем футбольного клубу «Стьярнан», де він пройшов шлях від дитячих команд до першого складу. Перед сезоном 2020 року молодого футболіста було внесено в заявку першої команди на участь у чемпіонаті країни. 15 червня 2020 року у матчі проти «Фількіра» Ісак Андрі вийшов на заміну у другому таймі і в дебютній для себе грі відзначився переможним голом.
Сезон 2021 року півзахисник провів в оренді у клубі Першої ліги «Вестманнаейя». Після чого повернувся до «Стьярнана» і в наступному сезоні був визнаний Кращим молодим гравцем чемпіонату.
Влітку 2023 року Ісак Андрі перебрався до Швеції, де приєднався до клубу Аллсвенскан, з яким підписав контракт до кінця 2026 року. Першу гру у новій команді футболіст провів 7 серпня у переможному матчі проти «Гетеборга».

### Збірна
З 2022 року Ісак Андрі Сігургейрссон захищає кольори молодіжної збірної Ісландії.